# Cyrtoneurina beebei
Cyrtoneurina beebei är en tvåvingeart som först beskrevs av Charles Howard Curran 1934.  Cyrtoneurina beebei ingår i släktet Cyrtoneurina och familjen husflugor. Inga underarter finns listade i Catalogue of Life.